# بیل جانسون

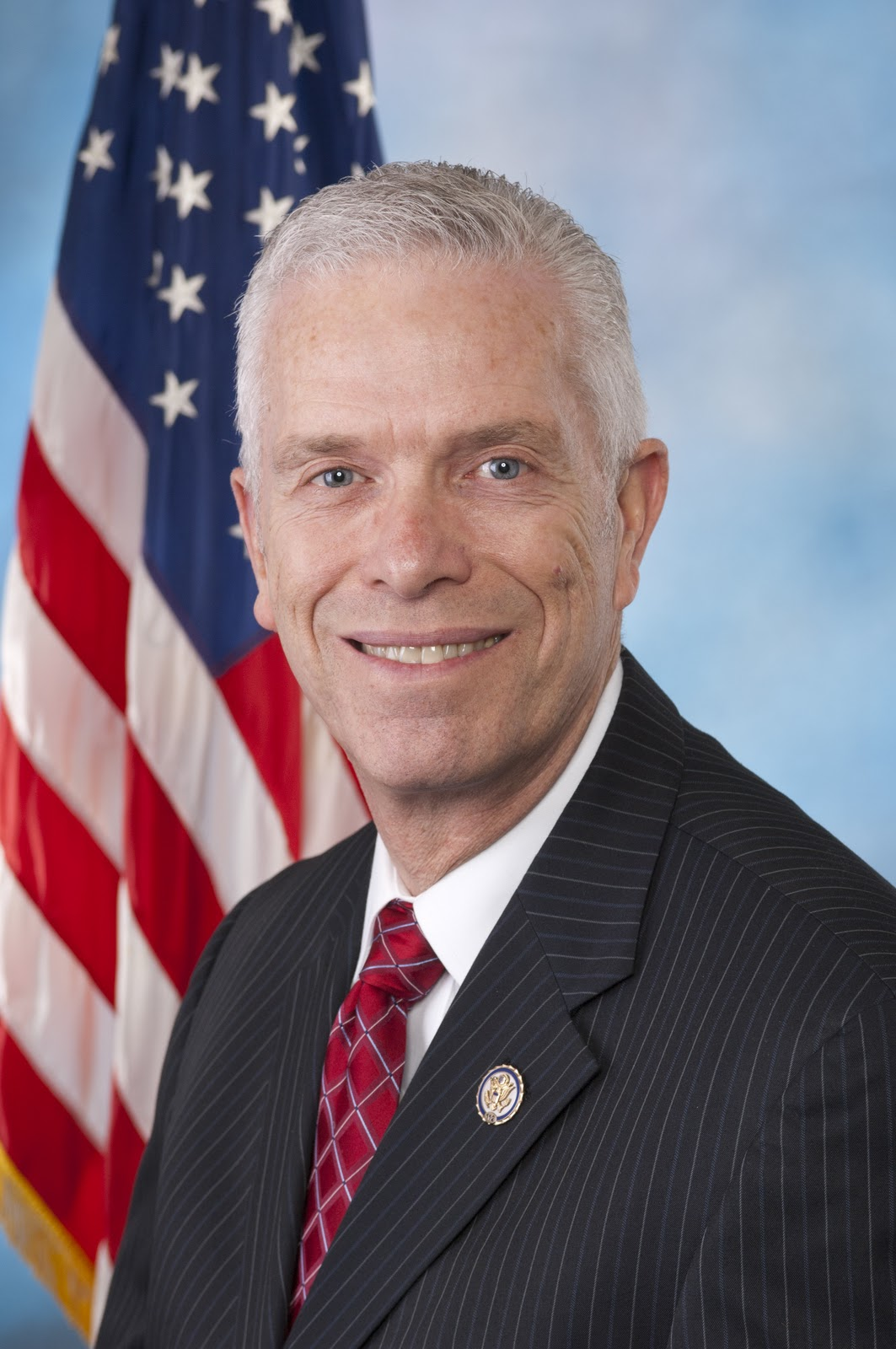
تصویری از بیل جانسون

بیل جانسون (به انگلیسی: Bill Johnson) نمایندهٔ حوزه انتخابیه ششم اوهایو از حزب جمهوری‌خواه ایالات متحده آمریکا در مجلس نمایندگان ایالات متحده آمریکا است که برای نخستین‌بار در ۴۰ ژانویه ۲۰۱۱ میلادی به‌عضویت این مجلس درآمد.